# Batalla de Cruces
El combate naval de Cruces fue un enfrentamiento naval, ocurrido el sábado 22 de noviembre de 1828, entre los buques peruanos Presidente, Libertad y Peruviana y los buques grancolombianos Guayaquileña y Adela durante la Guerra grancolombo-peruana.El bloqueo de Guayaquil ejercido por la Marina de Guerra del Perú fue decisivo para la obtención del dominio marítimo y marca el fin de la campaña naval de la Guerra grancolombo-peruana.

## Antecedentes
El 31 de agosto de 1828 ocurrió la batalla de Punta Malpelo que finalizó con una victoria peruana.
En septiembre de 1828 la escuadra peruana al mando del capitán Martin Guisse se componía de las fragatas Presidente y Monteagudo, la corbeta Libertad, el bergantín Congreso, las goletas Arequipeña, Peruviana y ocho lanchas cañoneras. Más tarde contó también con el bergantín Rápido.
El 18 de setiembre de 1828, Guisse partió del Callao conduciendo a La Mar y llegó a Paita el 22 del mismo mes. El 2 de octubre, la flota peruana hizo desembarcos sobre varios pueblos, especialmente en el de Naranjal, causando en todas partes daños considerables.

## La batalla
El 22 de noviembre, a una corta distancia de Cruces, El Almirante Guisse, a bordo de la fragata Presidente, nave que contaba con una tripulación de 259 hombres armados con 52 fusiles, ordenó a sus naves estar en formación de ataque. El combate empezó con el avance de las lanchas y de la Peruviana que también llevaba tropas. Guisse forzó de vela a la Presidente y rompe la cadena protectora de la ría, logrando, luego de esto, hacer gran daño al fuerte «Las Cruces» que en forma inmediata es abandonado por sus defensores, después de tener un elevado número de muertos y heridos. La corbeta Libertad enfrentó al Astillero. Guisse mandó desembarcar las tropas de la Peruviana y de las lanchas para que tomasen posesión del castillo de Cruces (que posteriormente fue quemado y destruido por la flota peruana).
En la mañana del 23 de noviembre hubo un bombardeo entre el bergantín grancolombiano Adela (protegido por una batería situada en la aduana) y la flota peruana. El bergantín fue quemado por los grancolombianos para que no cayera en poder de los peruanos, y la batería quedó silenciada.

### Muerte de Guisse
A las tres de la tarde del mismo día 23 avanzó Guisse y destruyó las tres baterías del castillo: la del muelle, la del cerro de la Pólvora (a cuyo amparo estaban la goleta Guayaquileña) y la Planchada. La batería del muelle quedó deshecha, la Guayaquileña desmantelada (fue luego incorporada a la escuadra peruana). A las nueve de la noche, la orden de Guisse fue para que los buques se replegaran al fondeadero de Cruces, pues a Guayaquil solo le quedaba como única opción la rendirse. Pero una mala maniobra de la fragata Presidente hizo que encallara en uno de los tantos bajos de la ría. Diez horas permaneció la nave peruana en esta situación hasta el mediodía del día 24 en que la creciente de la marea la puso a flote. Los grancolombianos aprovecharon este percance ocurrido a la fragata peruana para montar un cañón y desde allí hicieron fuego a la fragata que no podía contestar por el estado en que quedó al encallar. Los demás buques peruanos que ya habían anclado en Cruces no pudieron acudir en su auxilio por ser contraria la corriente. Cuando la fragata había flotado y navegaba hacia Cruces, una de las últimas balas de la flota grancolombiana da en el pecho de Guisse, hiriéndolo mortalmente. Como consecuencia del duelo de artillería entre las escuadras se produce la muerte heroica del Contraalmirante Guisse. Su oficial ejecutivo, el Teniente José Boterín asumió el mando de la flota. Las bajas peruanas fueron de 13 hombres.

### Ocupación de Guayaquil
Tras la muerte del contraalmirante Martín Guisse, el segundo jefe, teniente José Boterín fue quien llevó adelante el ataque y logró apagar completamente los fuegos de tierra.
Una vez eliminadas las defensas costeras de Guayaquil el bloqueo continuó. La situación de la plaza fue empeorando día tras día por el riguroso bloqueo peruano, que sumado a las amenazas de bombardeo que difícilmente podrían ser repelidos, obligaron al oficial inglés al servicio de la Gran Colombia Juan Illingworth, luego de una autorización por un acta popular, a iniciar negociaciones para la capitulación de la plaza la misma que se firmó a bordo de la goleta Arequipeña el 19 de enero de 1829. Con la ocupación de la ciudad la guarnición grancolombiana se retiró a Daule para unirse con el ejército de Sucre.
Las tropas peruanas ocuparon Guayaquil el 1.º de febrero de 1829 al mando del capitán Casimiro Negrón. Fue sustituido como  Comandante General de la plaza el 16 de febrero por el coronel José Prieto y Pimentel, guayaquileño de nacimiento, al servicio del Perú.
Illingworth, que evacuó Guayaquil con 800 hombres a Daule, pronto vio disminuir sus efectivos producto de las enfermedades y la deserción. El 23 de febrero el coronel José Prieto envío contra él algunas tropas que precipitaron su ruina, haciéndole abandonar Daule y retirarse al interior.
En los días siguientes el nuevo jefe la escuadra peruana Hipólito Bouchard despachó a Panamá dos barcos, la goleta Arequipeña y el bergantín Congreso al mando del teniente primero José Boterín con la finalidad de capturar a la goleta de guerra colombiana Tipuani. En el viaje fue apresada la goleta Francisca y enviada a Guayaquil. El 7 de abril de 1829 los buques peruanos arribaron a Panamá, donde sin encontrar resistencia capturaron a la goleta John Cato que arribó presa al Callao el 7 de julio del mismo año. La Tipuani sin embargo no fue encontrada.
El 18 de mayo, se produjo un incendio a bordo de la fragata Presidente mientras estaba anclada en el Guayas, delante de Guayaquil. Todos los esfuerzos que se hicieron para dominar el fuego fueron inutiles, el que solo concluyó cuando llegó a la santabárbara produciendo una estrepitosa explosión, a cuyo efecto los restos se hundieron. Hipólito Bouchard y su segundo fueron sentenciados por su responsabilidad en consejo de guerra. Fue la única perdida material de la escuadra peruana durante la guerra.